# Karius und Baktus

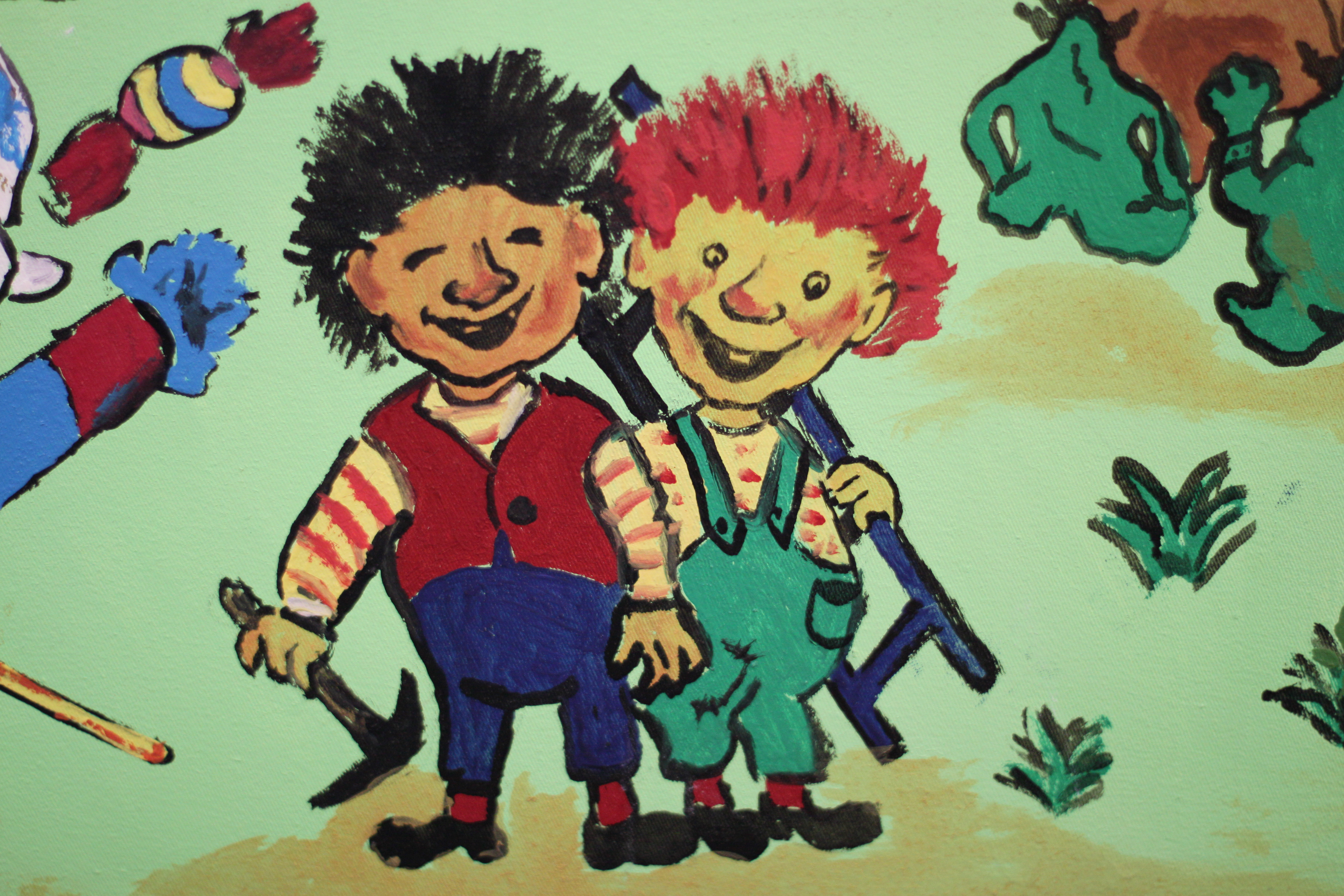
Karius und Baktus – nach der Illustration des gleichnamigen Kinderbuches

Karius und Baktus (Karius og Baktus) ist ein norwegischer Puppenfilm aus dem Jahr 1954, der Kinder zum Zähneputzen animieren soll. Er basiert auf dem 1949 in Norwegen erschienenen gleichnamigen Kinderbuch von Thorbjørn Egner. Regie führte Ivo Caprino. In der deutschen Fassung wurde Karius von Werner Lieven synchronisiert, Baktus von Hans Clarin. Die Stimme des Theaterdirektors wurde von Erik Jelde gesprochen.

## Handlung
Der schwarzhaarige Karius und der rothaarige Baktus sind zwei Bakterien (Zahntrolle), die im Mund des Kindes Max (im norwegischen Original heißt das Kind Jens) leben. Dort haben sie sich bereits im Backenzahn häuslich eingerichtet und breiten sich dann auf den Eckzahn aus. Da sich Max nicht die Zähne putzt und häufig Süßes isst (Kuchen), haben die beiden ein schönes Leben. Munter bearbeiten sie mit Pickel und Presslufthammer die Zähne von Max, der davon natürlich schlimme Zahnschmerzen bekommt. Die Mutter fordert Max daraufhin auf, endlich seine Zähne zu putzen. Als Max dies tut, gefällt das Karius und Baktus nicht und sie müssen sich in ihren Häusern (Löchern) verstecken. Aber auch dort sind sie nicht lang sicher, da Max schließlich zum Zahnarzt geht. Dieser beseitigt die Bauten von Karius und Baktus und füllt die Löcher mit Plomben. Nun können die Bakterien sich nicht mehr verstecken und werden beim nächsten Zähneputzen aus dem Mund gespült. Dort landen sie zuerst im Ausguss und schließlich im Meer, wo sie auf einem Floß treiben und sich jemanden suchen, der sich nicht die Zähne putzt.

## Hörspiel
1980 erschien eine Hörspielfassung beim Label Europa. Karius und Baktus wurden von Karl-Ulrich Meves und Gernot Endemann gesprochen, der Erzähler war Horst Breiter. In das Hörspiel wurden mehrere Zahnputzlieder eingebaut, die von Wolfgang Kubach gesungen wurden.

## Buch
Das Buch erlebte zahlreiche Auflagen in der Bundesrepublik und später im geeinten Deutschland. In der DDR wurde es nicht verlegt. Die Zahnteufelchen Karius und Baktus wurden bei Kindern zum Symbol für Löcher (Karies) in den Zähnen. Lange Zeit war das Angebot an Kinderbüchern zum Thema Zahnpflege sehr klein. Erst ab etwa 1995 gab es auf dem deutschen Büchermarkt zahlreiche Kinderbücher zum Thema Zahnpflege.

## Auszeichnungen
Im Jahr 1985 erhielt das Hörspiel eine Goldene Schallplatte, dem im Jahr 2015 eine Auszeichnung über 3× Gold im Kids-Award folgte.

## Kritik
Der Arbeitskreis Jugendzahnpflege • Landesarbeitsgemeinschaft Jugendzahnpflege in Hessen (LAGH) kritisierte, nicht der Junge, der unter Zahnschmerzen leide, werde zur Identifikationsfigur, sondern fälschlicherweise Karius und Baktus. Diese Perspektive habe fatale Konsequenz: Das Kind lerne, dass Süßigkeiten überlebensnotwendig, Zahnbürsten hingegen „gräulich“ oder „grässlich“ sind, dass Mohrrüben und Schwarzbrot zum Hungertod führen und „grässliche Zahnpasta“ Erstickungsanfälle auslöst und Zahnärzte „gefährlich“ sind, „die Schlimmsten, die es gibt“.